# Donald Griffin
Pour les articles homonymes, voir Griffin.
Donald Redfield Griffin, né le 3 août 1915 à Southampton (New York) et mort le 7 novembre 2003 à Lexington (Massachusetts), est un zoologiste américain.

## Travaux zoologiques
L’émission d’ultrasons par les chauves-souris est prouvée en 1938, à l'aide d’appareils de détection et d’analyse, par G. W. Pierce (1872-1956) avec l'appui de Griffin, alors étudiant à l'Université Harvard.
Ses travaux zoologiques, en collaboration avec Robert Galambos (1914-2010), portent sur l'écholocation chez les Chiroptères. À partir de 1940, les deux savants travaillent pour l'armée qui fait des expériences sur une espèce grégaire de chauve-souris, le molosse du Brésil, formant des colonies de millions d'individus. Les militaires pensent pouvoir équiper ces chauve-souris de mini-bombes incendiaires, les placer dans des caissons spéciaux  embarqués dans des bombardiers B-24, et les larguer par avion sur les villes japonaises dont les maisons ont des toitures en bois. En passant avec un sonar devant les cages de molosses, Griffin détecte des crépitements dus aux ultrasons que les chauves-souris émettent la bouche ouverte. Elles utilisent les renseignements fournis par la réflexion des sons vocaux émis lors du vol, pour éviter les obstacles. En 1944, Griffin donne le nom d’écholocation à ce mode d’orientation. Lorsqu'il comprend le véritable projet militaire (le Bat Bomb Project), Griffin se retire, déconseillant son déploiement.
Plus tard, alors qu'il est à l'Université Cornell, Griffin découvre que les chauves-souris détectent également par écholocation leurs proies constituées d'insectes.
En collaboration avec quelques collègues à Harvard, notamment Grinnell et Novick, il commence à se rendre compte de l'étendue des spécialisations de l'echolocation parmi divers groupes de Chiroptères et d'autres animaux.
Dans la première publication en 1958 de son ouvrage Listening in the Dark, il passe en revue l'ensemble des données disponibles sur l'écholocation chez les chauves-souris, les baleines, les oiseaux et les personnes aveugles, en incluant des comparaisons avec les systèmes artificiels appelés « radar » et « sonar ».
Avec ce livre, il obtient la Médaille Daniel Giraud Elliot décernée en 1958 par l'Académie nationale des sciences.

## Publications
- (en) George W. Pierce & Donald R. Griffin, "Experimental determination of supersonic notes emitted by bats", Journal of Mammalogy, Vol.19, No.4, November 1938, p. 454-455. JSTOR:1374231
- (en) Donald R. Griffin & Robert Galambos, "Obstacle Avoidance by Flying Bats", Anatomical Record, Vol.78, 1940, p. 95.
- (en) Donald R. Griffin & Robert Galambos, "The sensory basis of obstacle avoidance by flying bats", Journal of Experimental Zoology, Vol.86, No.3, April 1941, p. 481-506. DOI 10.1002/jez.1400860310
- (en) Robert Galambos & Donald R. Griffin, "Obstacle avoidance by flying bats : The cries of bats", Journal of Experimental Zoology, Vol.89, No.3, April 1942, p. 475-490. DOI 10.1002/jez.1400890308
- (en) Donald R. Griffin, "Echolocation in blind men, bats and radar", Science, Vol.100, No.2609, December 1944, p. 589–590. DOI 10.1126/science.100.2609.589
- (en) Donald R. Griffin, "Measurements of the ultrasonic cries of bats", The Journal of the Acoustical Society of America, Vol.22, No.2, March 1950, p. 247-255. DOI 10.1121/1.1906597
- (en) Donald R. Griffin, "Audible and ultrasonic sounds of bats", Experientia, Vol.7, No.12, December 15, 1951, p. 448-453. DOI 10.1007/BF02168686
- (en) Donald R. Griffin, "Bat sounds under natural conditions, with evidence for echolocation of insect prey", Journal of Experimental Zoology, Vol.123, No.3, August 1953, p. 435-466. DOI 10.1002/jez.1401230304
- (en) Donald R. Griffin & Alvin Novick, "Acoustic orientation of neotropical bats", Journal of Experimental Zoology, Vol.130, No.2, November 1955, p. 251-300. DOI 10.1002/jez.1401300205
- (en) Alan D. Grinnell & Donald R. Griffin, "The sensitivity of echolocation in bats", The Biological Bulletin, Vol.114, No.1, February 1, 1958, p. 10-22. DOI 10.2307/1538961
- (en) Donald R. Griffin, Listening in the Dark : The Acoustic Orientation of Bats and Men, Yale University Press, New Haven, 1958, 413 p.
- Echoes of Bats and Men (1959) Anchor Books (Doubleday). Library of Congress Catalog Card Number 59-12051
- Bird Migration: The Biology and Physics of Orientation Behaviour (1965) London: Heinemann
- Animal Thinking (1985) Harvard University Press.  (ISBN 0-674-03713-8)
- Question of Animal Awareness (1976)  (ISBN 0-86576-002-0)
- Animal Minds (1992)
- Animal Minds: Beyond Cognition to Consciousness (2001)  (ISBN 0-226-30865-0)
- (en) Donald R. Griffin, "Windows on nonhuman minds," in Michel Weber and Anderson Weekes (eds.), Process Approaches to Consciousness in Psychology, Neuroscience, and Philosophy of Mind, Albany, New York, State University of New York Press, 2009, p. 219 sq.